# Pływanie na Letnich Igrzyskach Olimpijskich 2024 – 800 m stylem dowolnym kobiet
800 m stylem dowolnym kobiet – konkurencja pływacka, która odbyła się podczas Letnich Igrzysk Olimpijskich 2024 w Paryżu. Eliminacje zostały rozegrane 2 sierpnia, a finał 3 sierpnia 2024.

## Terminarz
| Data            | Godzina rozpoczęcia (CET) | Runda      |
| --------------- | ------------------------- | ---------- |
| 2 sierpnia 2024 | 11:40                     | Eliminacje |
| 3 sierpnia 2024 | 21:28                     | Finał      |

## Rekordy
Rekord świata i rekord olimpijski przed rozpoczęciem zawodów:
| Rekord            | Zawodniczka   | Czas    | Miejsce        | Data             |
| ----------------- | ------------- | ------- | -------------- | ---------------- |
| Rekord świata     | Katie Ledecky | 8:04,79 | Rio de Janeiro | 12 sierpnia 2016 |
| Rekord olimpijski | Katie Ledecky | 8:04,79 | Rio de Janeiro | 12 sierpnia 2016 |

## Wyniki

### Eliminacje
| Miejsce | Wyścig | Tor | Zawodniczka              | Reprezentacja     | Czas    | Uwagi |
| ------- | ------ | --- | ------------------------ | ----------------- | ------- | ----- |
| 1.      | 2      | 4   | Katie Ledecky            | Stany Zjednoczone | 8:16,62 | Q     |
| 2.      | 2      | 6   | Paige Madden             | Stany Zjednoczone | 8:18,48 | Q     |
| 3.      | 2      | 5   | Ariarne Titmus           | Australia         | 8:19,87 | Q     |
| 4.      | 1      | 5   | Lani Pallister           | Australia         | 8:20,21 | Q     |
| 5.      | 1      | 3   | Isabel Gose              | Niemcy            | 8:20,63 | Q     |
| 6.      | 2      | 3   | Simona Quadarella        | Włochy            | 8:20,89 | Q     |
| 7.      | 1      | 6   | Erika Fairweather        | Nowa Zelandia     | 8:22,22 | Q     |
| 8.      | 1      | 2   | Anastasija Kirpicznikowa | Francja           | 8:22,99 | Q     |
| 9.      | 1      | 4   | Li Bingjie               | Chiny             | 8:27,92 |       |
| 10.     | 1      | 7   | Maria Fernanda Costa     | Brazylia          | 8:32,20 |       |
| 11.     | 1      | 1   | Gan Ching Hwee           | Singapur          | 8:32,37 | NR    |
| 12.     | 2      | 2   | Eve Thomas               | Nowa Zelandia     | 8:33,25 |       |
| 13.     | 2      | 7   | Ajna Késely              | Węgry             | 8:36,13 |       |
| 14.     | 2      | 1   | Agostina Hein            | Argentyna         | 8:37,43 |       |
| 15.     | 2      | 8   | Kristel Köbrich          | Chile             | 8:46,46 |       |
| 16.     | 1      | 8   | Jamila Boulakbech        | Tunezja           | 9:21,38 |       |

### Finał
| Miejsce | Tor | Zawodniczka              | Reprezentacja     | Czas    | Uwagi |
| ------- | --- | ------------------------ | ----------------- | ------- | ----- |
| 1 !     | 4   | Katie Ledecky            | Stany Zjednoczone | 8:11,04 |       |
| 2 !     | 3   | Ariarne Titmus           | Australia         | 8:12,29 | OC    |
| 3 !     | 5   | Paige Madden             | Stany Zjednoczone | 8:13,00 |       |
| 4.      | 7   | Simona Quadarella        | Włochy            | 8:14,55 | NR    |
| 5.      | 2   | Isabel Gose              | Niemcy            | 8:17,82 |       |
| 6.      | 6   | Lani Pallister           | Australia         | 8:21,09 |       |
| 7.      | 8   | Anastasija Kirpicznikowa | Francja           | 8:22,80 |       |
| 8.      | 1   | Erika Fairweather        | Nowa Zelandia     | 8:23,27 |       |